# Dionigi del Portogallo
Dionigi Alfonso, detto l’Agricoltore, o il Giusto (Dinis in portoghese; Lisbona, 9 ottobre 1261 – Santarém, 7 gennaio 1325), è stato il sesto re del Portogallo e dell'Algarve dal 1279 al 1325.

## Origine
Era il figlio terzogenito (secondo maschio) del re del Portogallo e dell'Algarve Alfonso III il Restauratore e della principessa castigliana Beatrice, figlia illegittima del re di Castiglia Alfonso X il Saggio e di Maior Guillen de Guzman.

## Biografia

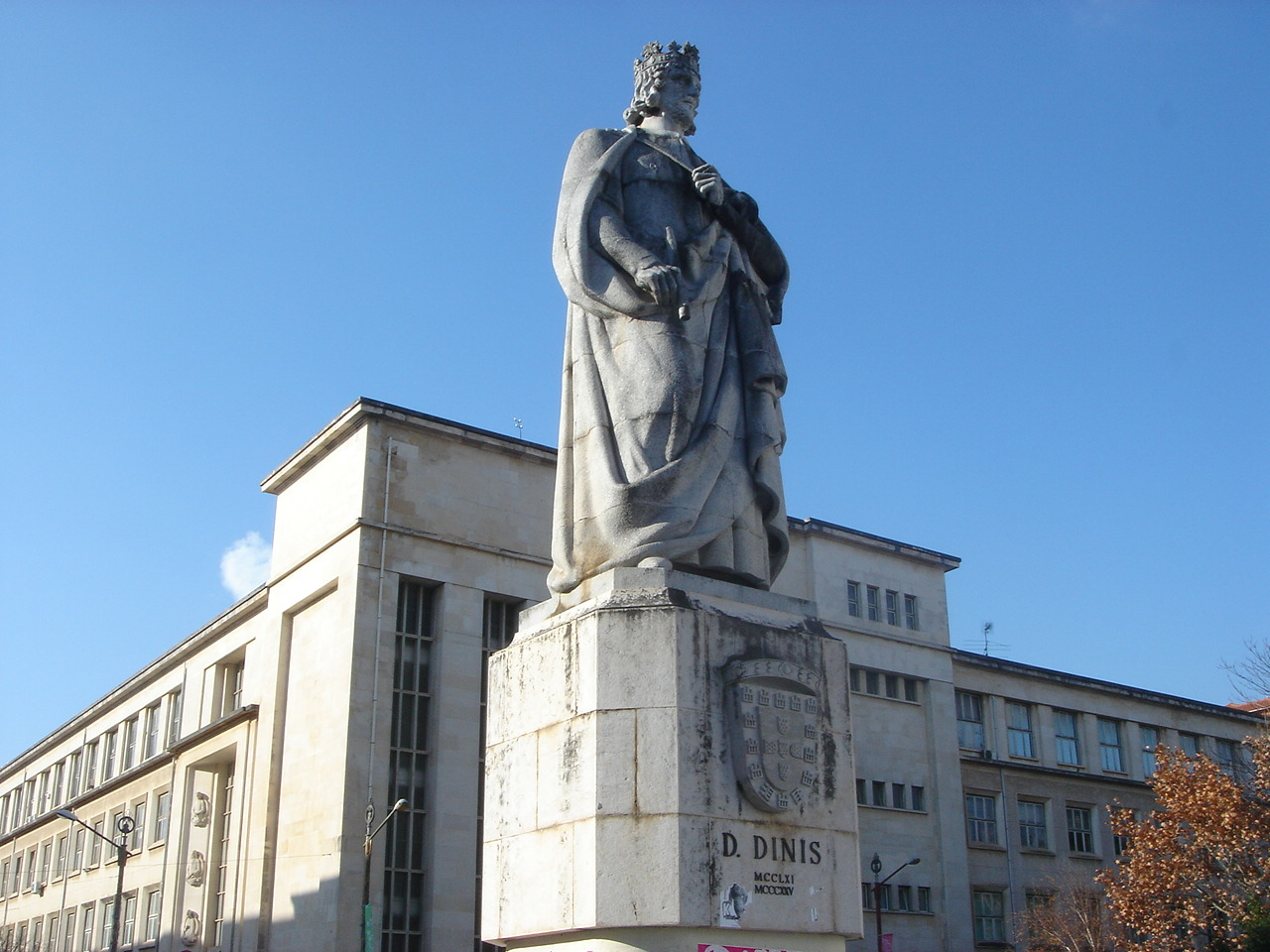
Statua del re Dionigi all'Università di Coimbra

Dionigi ed il fratello Alfonso del Portogallo (D. Dionis, D. Alonso) sono citati nelle cronache di Pietro, conte di Barcelos, come figli del re Alfonso (D. Alonso…Rey de Portugal) e di sua moglie Beatrice (D. Beatriz). Secondo alcune fonti, come il Breve Chronicon Alcobacense, Matilde II di Boulogne, la prima moglie di suo padre, era ancora in vita al momento della sua nascita, per cui Dionigi al momento della nascita era illegittimo.
Nel 1262, alla morte del suo fratello maggiore, Ferdinando, Dionigi divenne il successore designato di Alfonso III.
Nel 1263 il principe Dionigi, erede al trono del Portogallo, non senza alcune resistenze (forse perché l'erede era il terzogenito ed aveva solo due anni), ricevette, come da promessa fatta dieci anni prima, il regno dell'Algarve, che veniva riunito al regno del Portogallo, dal nonno, il re di Castiglia, Alfonso X.
Nel 1277, su ordine del neopapa Giovanni XXI, un delegato apostolico pubblicò a Lisbona la bolla ed intimò i provvedimenti di interdetto per il regno e di scomunica e di decadenza dal trono per il re Alfonso III, se non avesse mantenuto fede agli impegni presi a Parigi nel 1245; Dionigi, che era già coinvolto nell'amministrazione del regno, rimase fedele al re suo padre, ignorando la bolla papale.
Dionigi divenne re il 16 febbraio 1279 alla morte del padre Alfonso III.

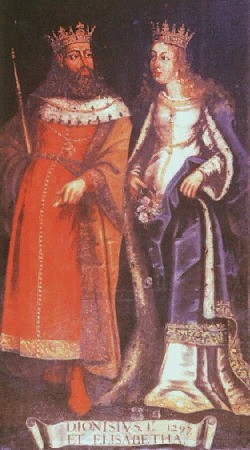
Dionigi con la moglie Isabella di Aragona

Siccome si mantenne fedele alla politica del padre, l'interdetto sul regno del Portogallo rimase.
Nel 1280 iniziò una trattativa con papa Niccolò III, poi proseguita con papa Martino IV e papa Onorio IV e finalmente conclusa con papa Niccolò IV nel 1289, che portò ad un concordato che, con un giusto compromesso, regolò le relazioni tra la corona ed il clero.

Croce dell'Ordine del Cristo, simbolo che adornò, tra le altre cose, le navi portoghesi durante il periodo delle scoperte

Nel 1282 Dionigi sposò la principessa aragonese Isabella,  detta "la Santa",  figlia del re d'Aragona Pietro III e della principessa sveva Costanza, figlia del re di Sicilia Manfredi (quindi nipote dell'imperatore Federico II di Svevia) e di Beatrice di Savoia (1223-1259). 
Nel 1290, per rimediare alla mancanza di scuole universitarie nel regno del Portogallo, Dionigi, forse appoggiandosi al collegio fondato nel 1286 dal suo tutore Dom Domingo Jardo, fondò a Lisbona la prima Università  lusitana, l'Università di Coimbra, (con gli insegnanti pagati dal clero). In seguito ad attriti tra studenti e cittadini di Lisbona, l'Università, nel 1308, fu trasferita appunto a Coimbra.
Nel 1295, approfittando della giovane età del nuovo re di Castiglia, Ferdinando IV, dichiarò guerra alla Castiglia, che si affrettò a restituire le città di Serpa e Moura ed inoltre a cedere al Portogallo le città di Aroche ed Aracena.
L'anno seguente invase ed annesse il distretto di Ribacôa (che oggi comprende i comuni di Almeida, Figueira de Castelo Rodrigo, Pinhel e Sabugal), compreso tra i fiumi Côa e Duero.
Nel 1297 fu siglato il trattato di Alcañices, dove Dionigi e il cugino, Ferdinando IV, riconosciuto il Ribacôa al Portogallo, sancivano una pace della durata di quarant'anni, che prevedeva amicizia e mutua difesa.
Nel 1309 Dionigi, a seguito dell'armonia ritrovata con la Castiglia, andò in aiuto di Ferdinando IV per la conquista, a cui parteciparono anche truppe aragonesi, di Gibilterra (che però, nel 1333, fu nuovamente perduta).
Quando papa Clemente V, il 3 aprile del 1312, soppresse l'ordine dei templari, Dionigi cercò di incorporare le proprietà dei templari nelle proprietà della corona, ma il papa si oppose; allora si giunse all'accordo che tali proprietà dovessero essere trasferite ad un nuovo ordine, l'Ordem de Cristo (Ordine del Cristo), che fu fondato nel 1319 e che sarà molto importante per i futuri viaggi di esplorazione.
Imitando suo nonno, Alfonso X di Castiglia, Dionigi sostituì il portoghese al latino nelle procedure giudiziarie e fece tradurre il codice reale castigliano, "las Siete Partidas", in portoghese.
La corte portoghese ai tempi di Dionigi, come già ai tempi di suo padre, Alfonso III, che aveva vissuto molti anni in Francia, fu uno dei centri letterari più importanti della penisola iberica e Dionigi, oltre a essere un protettore delle lettere, lasciò un gran numero di poemi lirici, che sono contenuti nei Cancioneiros (Canzonieri).

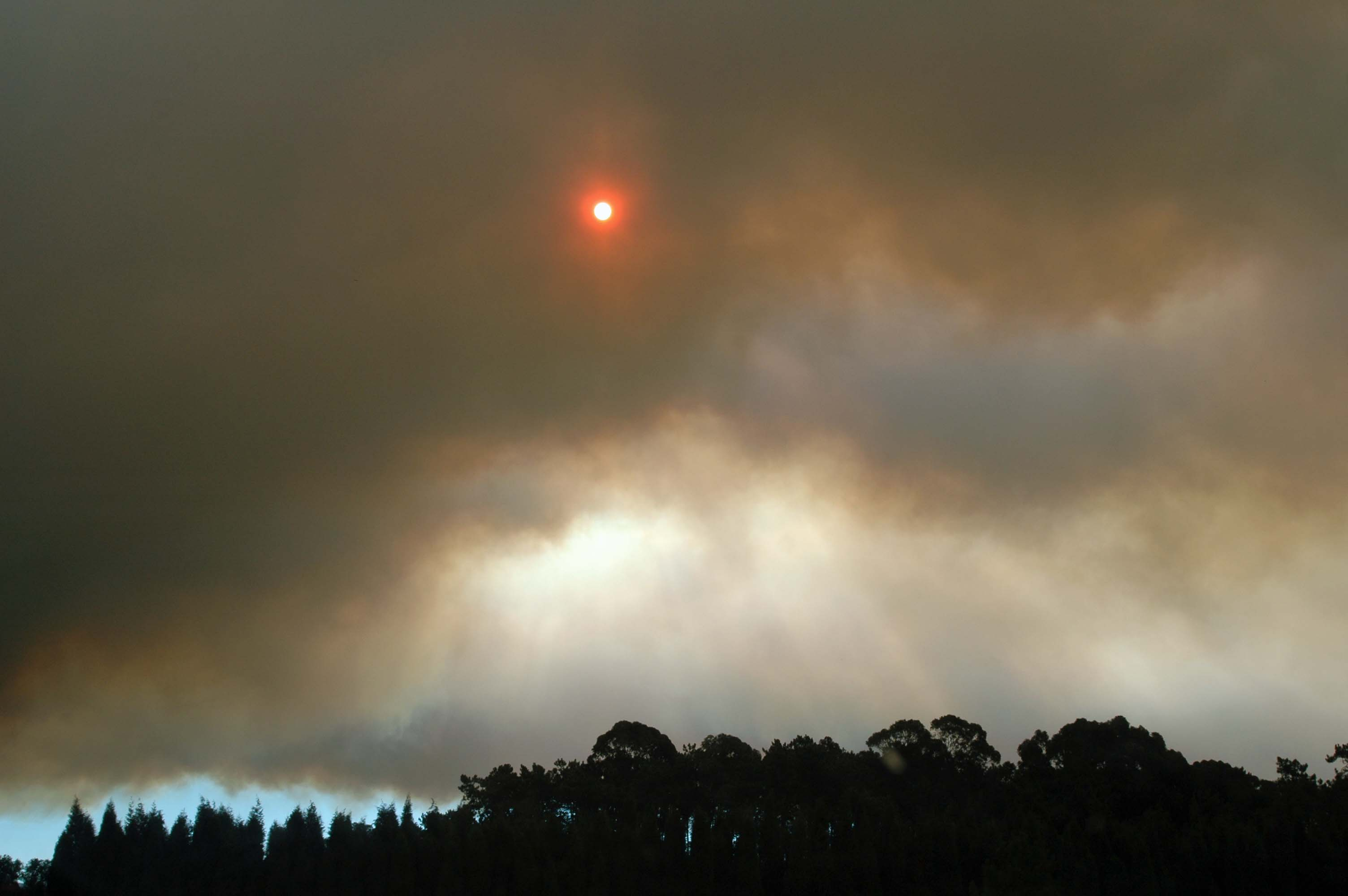
Pineta di Leiria

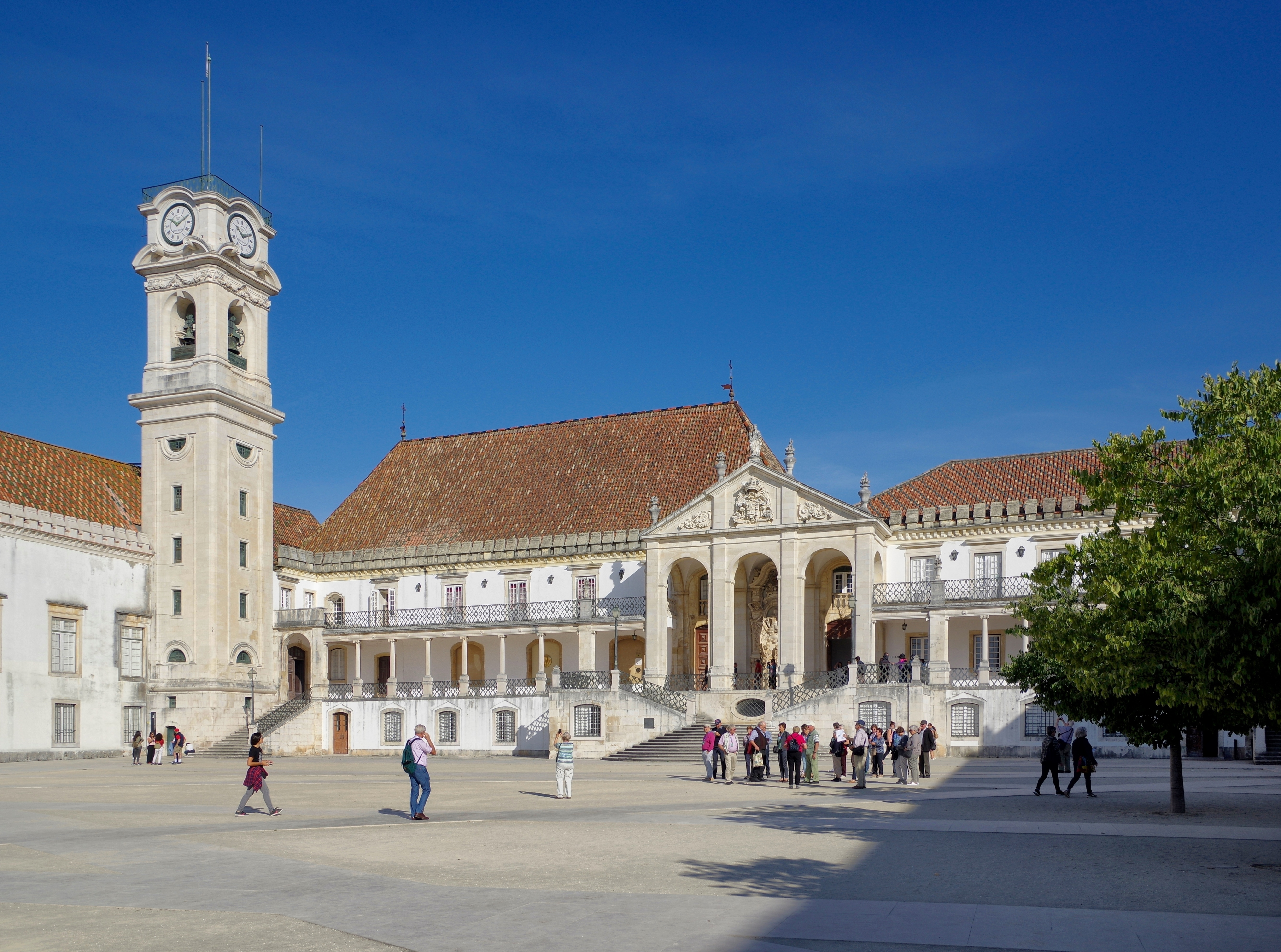
Università di Coimbra, a Coimbra

Si prodigò per l'agricoltura (da cui il suo soprannome) con azioni dirette:
- il prosciugamento delle paludi
- il rimboschimento per garantire il legname da costruzione o, come la pineta di Leiria, per arginare la sabbia proveniente dal litorale atlantico sui campi attorno alla città
- per evitare carestie, vietò l'esportazione del grano, rifacendosi a una legge di suo padre del 1272

oppure indirette (frazionando le grandi proprietà e riformando le proprietà dei terreni agricoli):
- una legge del 1286 proibì alle corporazioni di acquistare le proprietà reali
- una legge del 1291 stabilì che le terre di proprietà di coloro che entravano negli ordini religiosi non potevano passare agli ordini stessi, ma solo a laici
- un'altra legge prevedette che i nobili che si dedicavano all'agricoltura non avrebbero perso il loro stato di fidalgos, cioè la loro nobiltà
- un'altra ancora si occupò delle terre incolte, organizzando i provvedimenti per la divisione e l'affitto delle suddette terre.

Inoltre Dionigi riorganizzò la flotta sotto la guida del genovese Emanuele Pessagno, cosa che permetterà al suo successore di dare inizio ai viaggi oceanici e di raggiungere le Canarie.
Gli ultimi anni di regno di Dionigi furono amari sia per la malattia che per il comportamento dell'erede al trono, il futuro Alfonso IV, che vedendo l'affetto che legava il vecchio re ai suoi figli illegittimi, specialmente ad Alfonso Sanchez (1289-1326), e pensando che tramassero per diseredarlo, si ribellò, minacciando di fare guerra al padre; non si arrivò allo scontro aperto solo per l'intervento di sua madre, Isabella, la regina santa, che nell'ottobre del 1323 si frappose tra i due eserciti già schierati in ordine di battaglia, ad Alvalade, alla periferia di Lisbona.
(Pare che l'intervento fu miracoloso: al passaggio della regina una barriera luminosa divise i due eserciti.)
Dionigi morì a Santarém il 7 gennaio 1325 e fu sepolto nel monastero di San Dionigi, a Odivelas, fatto costruire dallo stesso Dionigi. Gli succedette il figlio Alfonso IV.

## Discendenza
Dionigi ed Isabella ebbero due figli:
- Costanza (1285-1313), che sposò il re di Castiglia, Ferdinando IV,
- Alfonso (1290-1357), re del Portogallo.

Dionigi ebbe otto figli illegittimi, da otto diverse amanti:
- da Aldonça Sanchez de Sousa:
  - Alfonso Sanchez (1286-1329), conte di Alburquerque e signore di Cerva, fu rivale del suo fratellastro, il re Alfonso IV;
- da Gracia, signora di Ribeiro: 
  - Pietro Alfonso (1287-1354), conte di Barcelos Signore di Gestaçao Lalin e Varsea e Intendente della corte portoghese;
- da un'amante di cui non si conosce né il nome né gli ascendenti:
  - Ferdinando Sanchez (?- dopo il 13 novembre 1327), che sposò Froila Annes de Briteyros, figlia di Giovanni Rodrigues di Briteyros e della moglie Guyomar Gil;
- da Maria Pirez di Porto:
  - Giovanni Alfonso (?-assassinato il 4 giugno 1336), legittimato nel 1317, signore di Arouca, che, nel 1315, aveva sposato Giovanna Perez Ponce de León, che gli diede una figlia:
    - Urraca Alfonso che sposò Alvaro Perez di Guzman, signore di Gibraleón e Olvera.
- da un'amante di cui non si conosce né il nome né gli ascendenti:
  - Leonora di Arouca che sposò Gonzalo de Martinez-Portocarrero;
- da un'amante di cui non si conosce né il nome né gli ascendenti: 
  - Pietro Alfonso (?-?), che, nel 1309 circa, sposò Maria Mendez;
- da Marina Gomez di Lisbona:
  - Maria Alfonso (?- prima del 1340), che, nel 1318, divenne signora di Gibraleón sposando Giovanni Alfonso de la Cerda, figlio di Alfonso de la Cerda;
- da un'amante di cui non si conosce né il nome né gli ascendenti: 
  - Maria Alfonso (?-1320), suora nel Monastero di San Dionigi, a Odivelas, dove fu tumulata.

## Ascendenza
|                            |                             |                           | Genitori                             |  |  | Nonni |  |  | Bisnonni                |  |  | Trisnonni                |  |
|                            |                             |                           |                                      |  |  |       |  |  | Sancho I del Portogallo |  |  | Alfonso I del Portogallo |  |
|                            |                             |                           |                                      |  |  |       |  |  | Sancho I del Portogallo |  |  | Alfonso I del Portogallo |  |
|                            |                             | Mafalda di Savoia         |                                      |  |  |       |  |  | Sancho I del Portogallo |  |  |                          |  |
| Alfonso II del Portogallo  |                             |                           |                                      |  |  |       |  |  | Sancho I del Portogallo |  |  |                          |  |
|                            |                             | Dolce di Barcellona       | Raimondo Berengario IV di Barcellona |  |  |       |  |  |                         |  |  |                          |  |
|                            |                             | Dolce di Barcellona       | Raimondo Berengario IV di Barcellona |  |  |       |  |  |                         |  |  |                          |  |
|                            |                             | Dolce di Barcellona       | Petronilla d'Aragona                 |  |  |       |  |  |                         |  |  |                          |  |
| Alfonso III del Portogallo |                             | Dolce di Barcellona       |                                      |  |  |       |  |  |                         |  |  |                          |  |
|                            |                             | Alfonso VIII di Castiglia | Sancho III di Castiglia              |  |  |       |  |  |                         |  |  |                          |  |
|                            |                             | Alfonso VIII di Castiglia | Sancho III di Castiglia              |  |  |       |  |  |                         |  |  |                          |  |
|                            |                             | Alfonso VIII di Castiglia | Bianca di Navarra                    |  |  |       |  |  |                         |  |  |                          |  |
| Urraca di Castiglia        |                             | Alfonso VIII di Castiglia |                                      |  |  |       |  |  |                         |  |  |                          |  |
|                            |                             | Eleonora d'Inghilterra    | Enrico II d'Inghilterra              |  |  |       |  |  |                         |  |  |                          |  |
|                            |                             | Eleonora d'Inghilterra    | Enrico II d'Inghilterra              |  |  |       |  |  |                         |  |  |                          |  |
|                            |                             | Eleonora d'Inghilterra    | Eleonora d'Aquitania                 |  |  |       |  |  |                         |  |  |                          |  |
| Dionigi del Portogallo     |                             | Eleonora d'Inghilterra    |                                      |  |  |       |  |  |                         |  |  |                          |  |
|                            | Ferdinando III di Castiglia | Alfonso IX di León        |                                      |  |  |       |  |  |                         |  |  |                          |  |
|                            | Ferdinando III di Castiglia | Alfonso IX di León        |                                      |  |  |       |  |  |                         |  |  |                          |  |
|                            | Ferdinando III di Castiglia | Berenguela di Castiglia   |                                      |  |  |       |  |  |                         |  |  |                          |  |
| Alfonso X di Castiglia     | Ferdinando III di Castiglia |                           |                                      |  |  |       |  |  |                         |  |  |                          |  |
|                            |                             | Beatrice di Svevia        | Filippo di Svevia                    |  |  |       |  |  |                         |  |  |                          |  |
|                            |                             | Beatrice di Svevia        | Filippo di Svevia                    |  |  |       |  |  |                         |  |  |                          |  |
|                            |                             | Beatrice di Svevia        | Irene Angela                         |  |  |       |  |  |                         |  |  |                          |  |
| Beatrice di Castiglia      |                             | Beatrice di Svevia        |                                      |  |  |       |  |  |                         |  |  |                          |  |
|                            |                             | Guillén Pérez de Guzmán   | Pedro Rodríguez de Guzmán            |  |  |       |  |  |                         |  |  |                          |  |
|                            |                             | Guillén Pérez de Guzmán   | Pedro Rodríguez de Guzmán            |  |  |       |  |  |                         |  |  |                          |  |
|                            |                             | Guillén Pérez de Guzmán   | Mahalda                              |  |  |       |  |  |                         |  |  |                          |  |
| María Guillén de Guzmán    |                             | Guillén Pérez de Guzmán   |                                      |  |  |       |  |  |                         |  |  |                          |  |
|                            |                             | María González Girón      | Gonzalo Rodríguez Girón              |  |  |       |  |  |                         |  |  |                          |  |
|                            |                             | María González Girón      | Gonzalo Rodríguez Girón              |  |  |       |  |  |                         |  |  |                          |  |
|                            |                             | María González Girón      | Sancha Rodríguez                     |  |  |       |  |  |                         |  |  |                          |  |
|                            |                             | María González Girón      |                                      |  |  |       |  |  |                         |  |  |                          |  |